# Heliamphora tatei
Heliamphora tatei este o specie de plante carnivore din genul Heliamphora, familia Sarraceniaceae, ordinul Ericales, descrisă de Henry Allan Gleason.

## Subspecii
Această specie cuprinde următoarele subspecii:
- H. t. macdonaldae
- H. t. neblinae

## Galerie de imagini

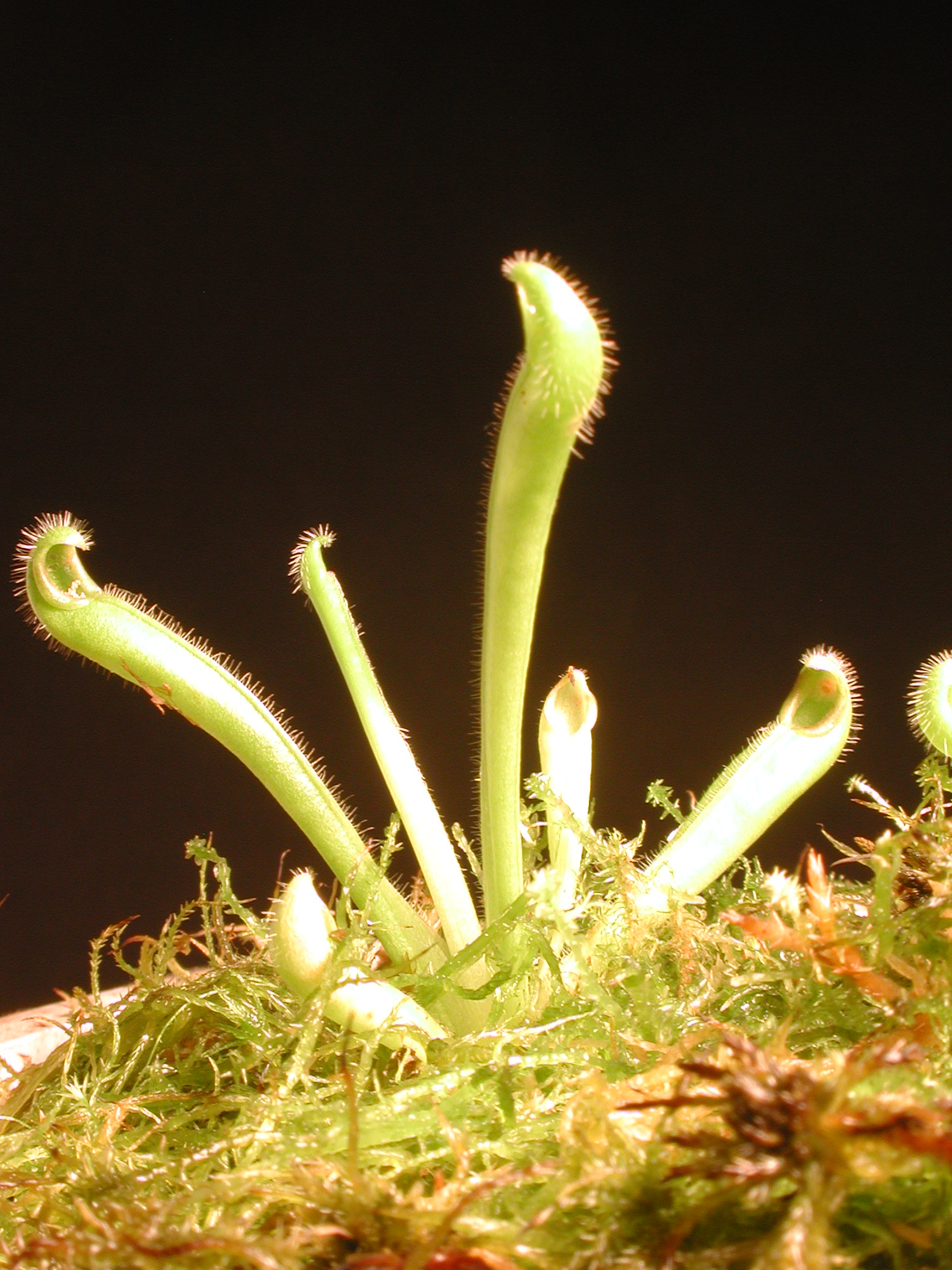
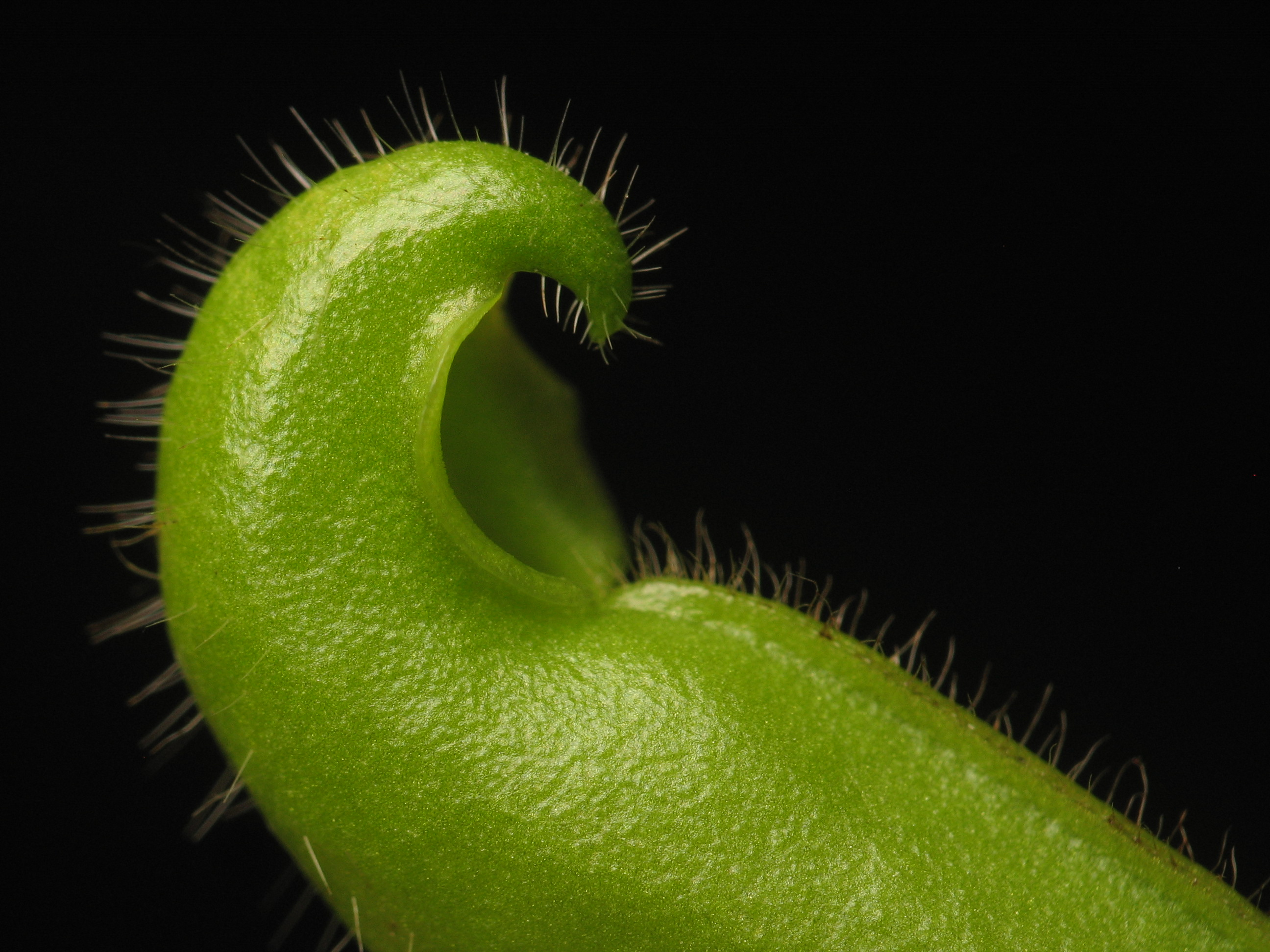
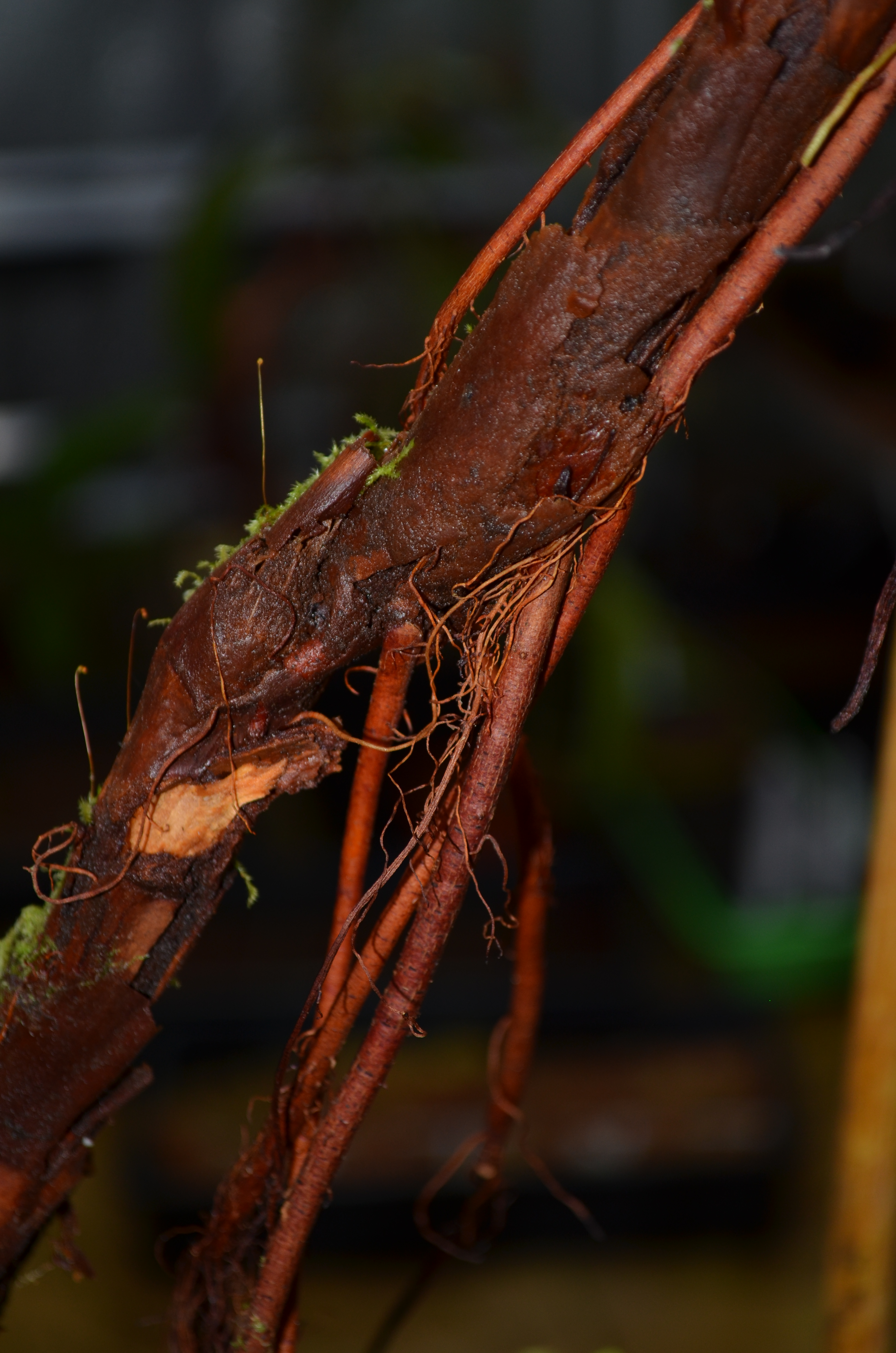
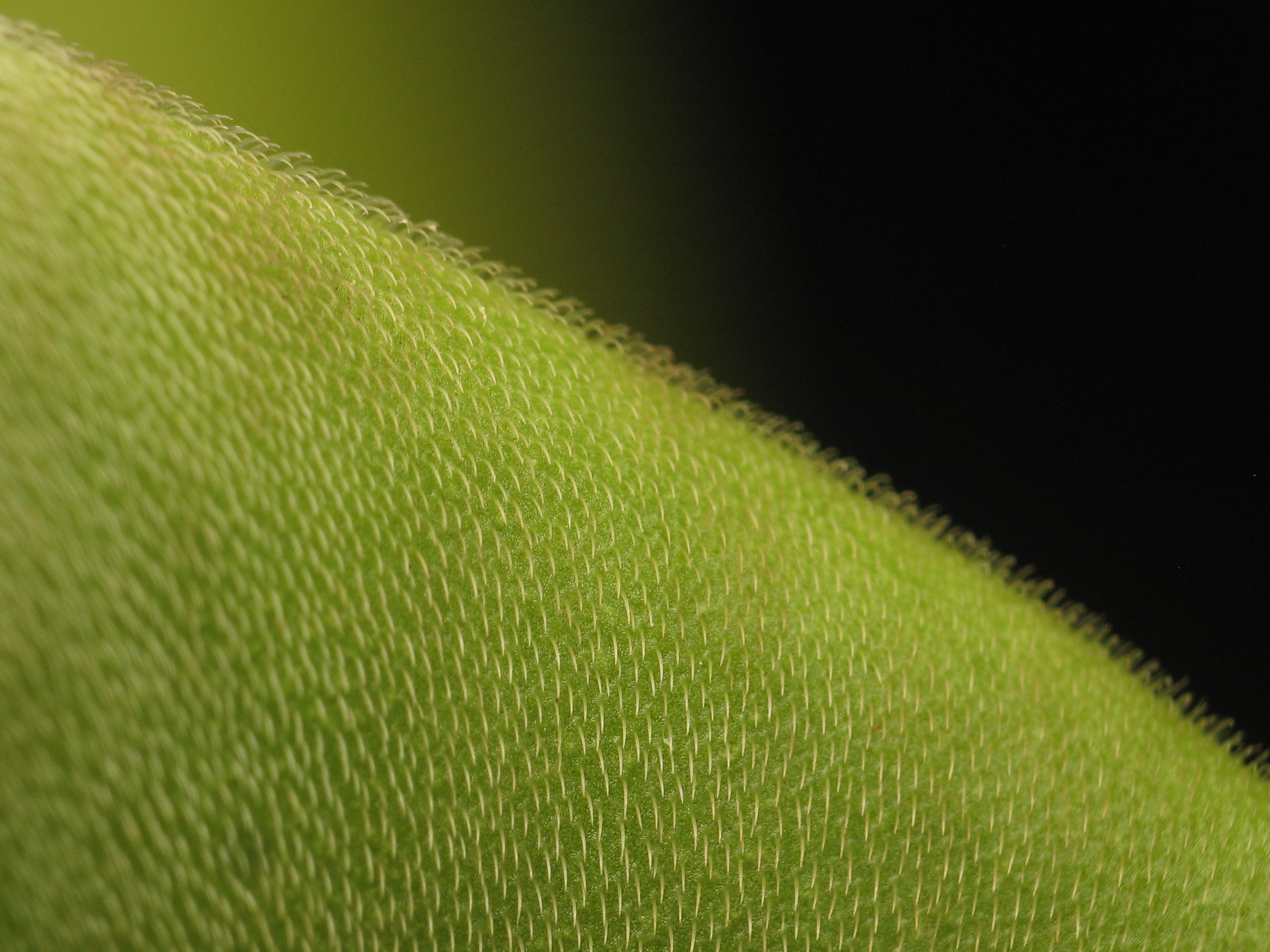